# Губец, Матия

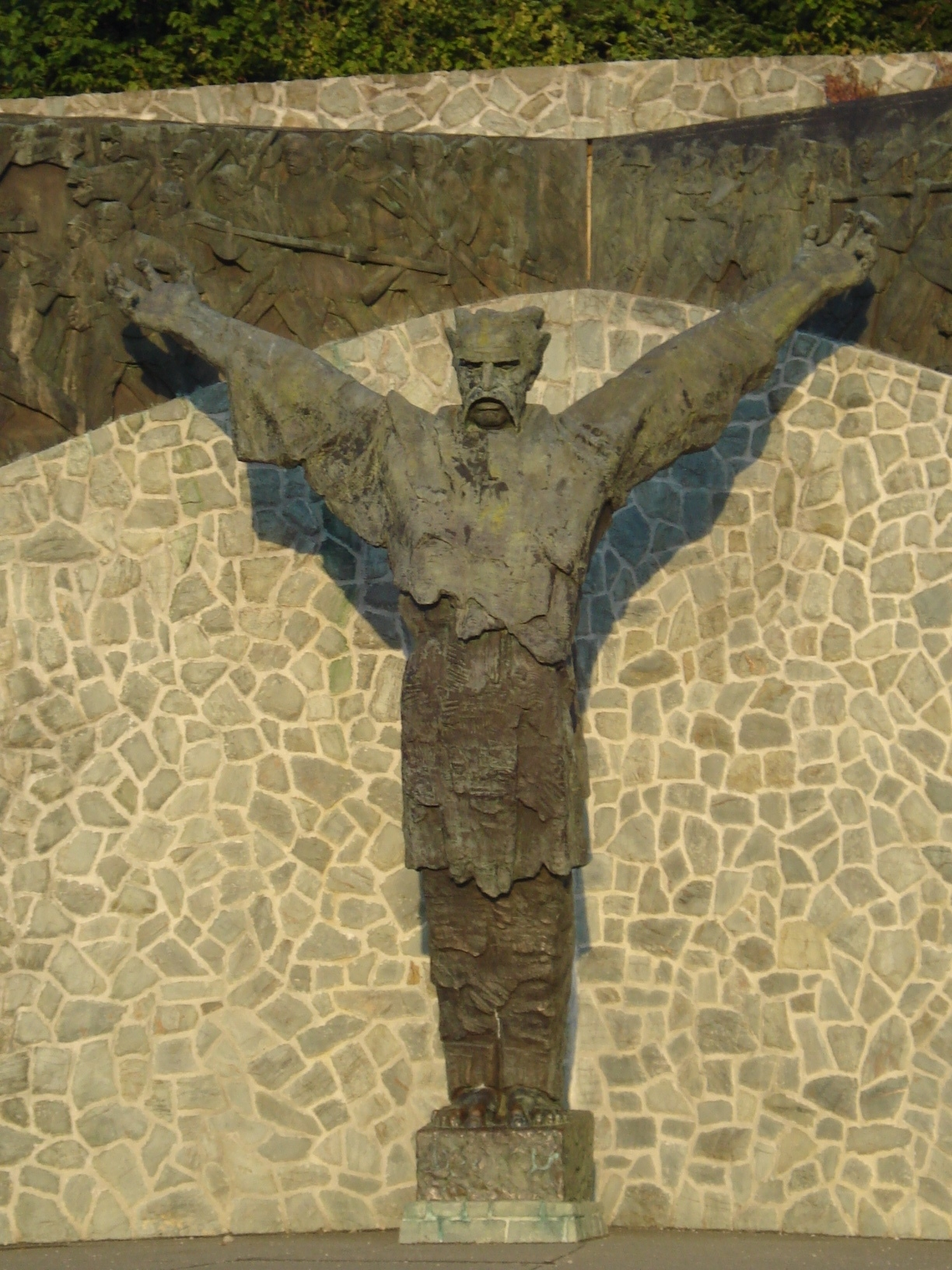
Памятник М. Губецу в Горня-Стубица (Хорватия)

Матия Губец, также Губец-Бек, подлинное имя Амброз Губец (хорв. Matija Gubec, венг. Gubecz Máté, род. 1538 г. Врховац, Хорватия — ум. 15 февраля 1573 г. Загреб) — предводитель крестьянского восстания в Хорватии и Словении, национальный герой Хорватии.

## Биография

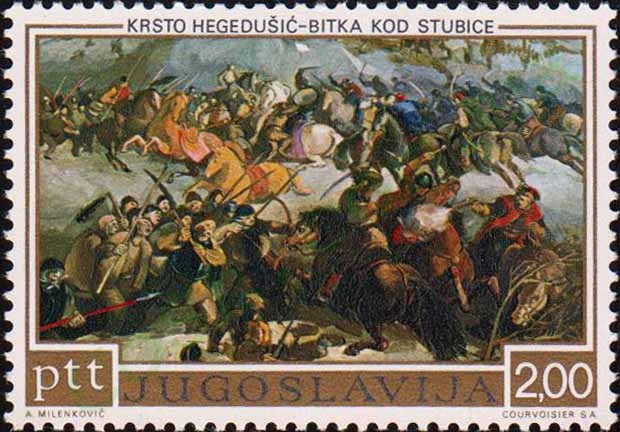
Картина К. Хегедушича «Битва Матия Губеца» на марке СФРЮ. 1973 год.

Первые документальные сведения об Амброзе Губеце относятся к 1556 и 1560 годам (записи в церковном регистре Стубицы). Имя Матия в применении к нему впервые встречается в венгерских источниках почти через 30 лет после подавления восстания и гибели Губеца (Istvánffy, 1622) — предположительно, это вызвано сравнением крестьянского вождя с популярным в народе «добрым королём Матяшем» — венгерско-хорватским королём Матьяшем Корвином (правил в 1458—1490 годах). В хорватскую же историографию словосочетание «Матия Губец» ввёл Векослав Клаич.

### Восстание
В 1572—1573 годах Матия Губец возглавлял крестьянское восстание (Seljačka buna) в хорватском Загорье, направленное против насилий и притеснений местных графов и феодальных владетелей. Особое возмущение вызывал новый закон, резко ограничивавший свободу перехода крестьян от одного владельца к другому и свободный выход из общины. Кроме этого, особо тяжёлое положение сложилось у селян, бывших в подчинении у Франьо Тахи (Franjo Tahy), одного из феодалов района Суседград.
Крестьянское войско было собрано в считанные дни благодаря посланцам, отправленным М. Губецом по горным селениям хребта Медведница (севернее Загреба) с призывом к борьбе. Отличительным знаком восставших было петушиное перо на шляпе. Угроза для Загреба была достаточно серьёзной, и бан Хорватии Юрай Драшкович отправил против крестьян войска. В конечном итоге, восстание не ограничилось лишь территорией Хорватии, но перекинулось в 1572 году также на земли прилегающих к ней Крайны (ныне в Словении) и австрийской Штирии. В том же году загребский парламент принял закон, согласно которому Матия Губец и восставшие были признаны повинными в государственной измене (Амброз Губец, прозванный Матия Губец-бег, назывался предводителем мятежников). В свою очередь Матия Губец обратился к построенной им крестьянской армии с яркой речью, призвав их мужественно сражаться или погибнуть (da se ponesu kao muževi, slavno pobijediti ili propasti), после чего его войско, возглавляемое Илией Грегоричем, выступило в поход против королевской армии под предводительством Гашпара Алапича и у Донья-Стубицы разгромила её.
В последующее время положение восставших, однако, ухудшилось: у Кршко в Нижней Крайне их слабо вооружённые отряды понесли тяжёлый урон в схватке с другим, созданным для борьбы с турками войском из наёмников. Последний удар им нанесла новая армия бана Юрая Драшковича у городка Керестинец, наголову разгромившая крестьянское войско. В этой битве погибло более 6 тысяч крестьян, однако ещё большее число было взято в плен и затем замучено. Среди пленных оказался и Матия Губец. 15 февраля 1573 года он был, в присутствии тысяч граждан, казнён на площади св. Марка в Загребе. Крестьянского вождя сначала пытали раскалёнными щипцами, затем ему на голову была надета раскалённая корона, после чего он был четвертован.

## Память
- Согласно хорватскому народному преданию, Матия Губец не был казнён, но спасся и укрылся вместе со своим войском в горах. Две горные пещеры и подземелья надёжно укрывают героя и его воинов. Сам Губец и его солдаты сидят с чашами вина за каменными столами, и медленно растёт седая борода Матия, оплетаясь вокруг его стола. Когда девятый раз борода обовьёт каменный стол, рухнет горный склон и выйдут на волю Матия и его воины для новой смертельной битвы.
- В составе Чехословацкого корпуса русской Белой армии был Югославский полк имени Матии Губеца[3].
- В годы Второй мировой войны имя Матии Губеца получила 4-я словенская ударная бригада Народно-освободительной армии Югославии, сражавшаяся против немецких и итальянских войск, а также коллаборационистских подразделений.